# Frotharius van Toul
Frotharius van Toul (Karolingisch Rijk 8e - 9e eeuw) was een benedictijn en bisschop van Toul van 813 tot 846. 

## Levensloop

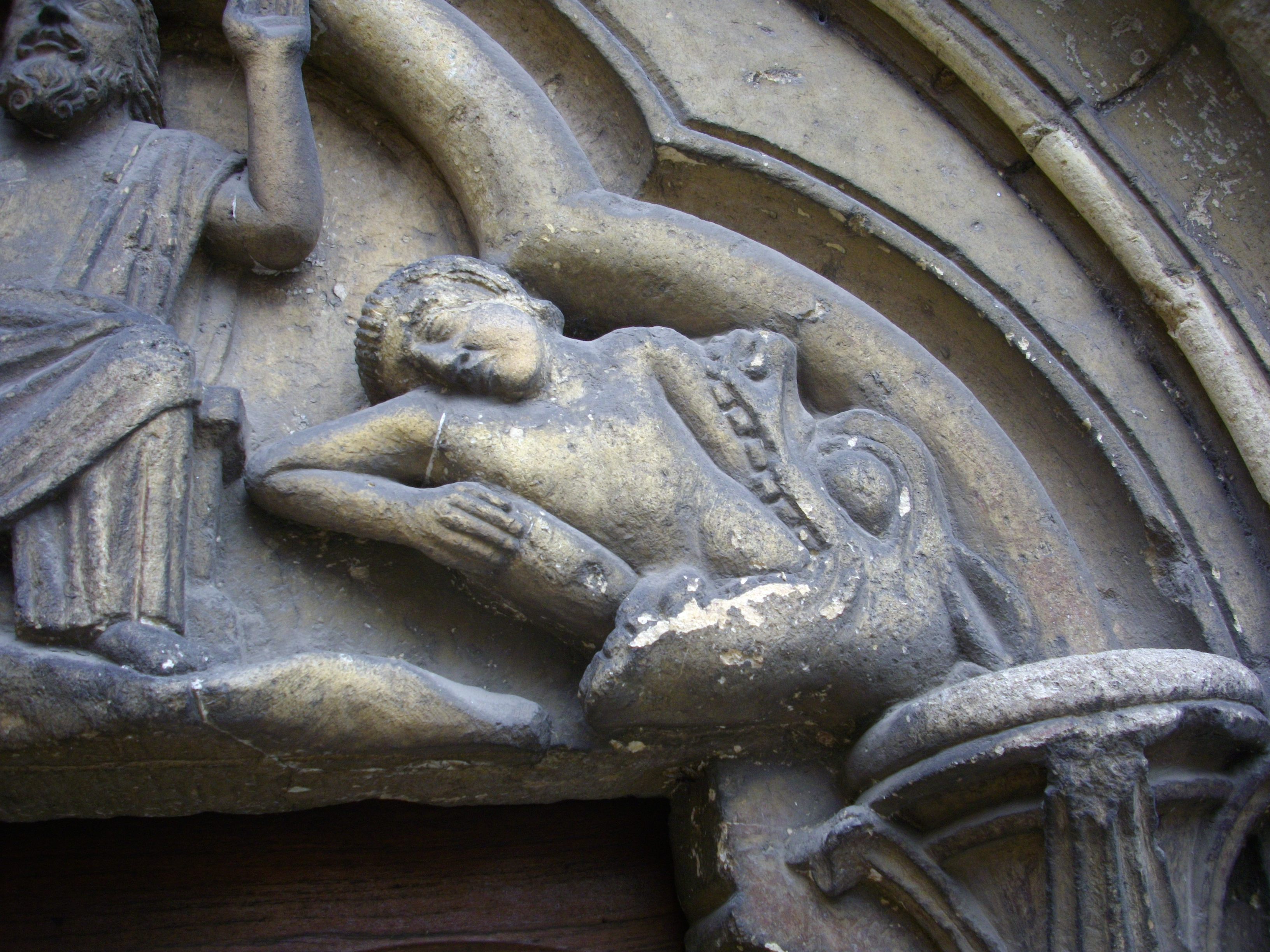
Detail van de abdijkerk van Gorze, waar Frotharius zijn opleiding kreeg.

Frotharius zou reeds als jongen bij de benedictijnen zijn ingetreden als monnik in de abdij van Gorze, in Austrasië, een deel van het Karolingische Rijk. Hij klop op tot abt van Saint-Evre, een langs de Moezel gelegen abdij in Toul. Hier maakte hij kennis met de kroonprins van Karel de Grote, Lodewijk de Vrome. Een belangrijke hoveling van Karel de Grote, Wulfar van Reims, liet Frotharius benoemen tot bisschop van Toul (813). Hierdoor moest Frotharius de abdij, waarvan hij abt was, verlaten.
Lodewijk de Vrome zette Frotharius in als bouwmeester voor zijn bouwprojecten. Frotharius bouwde een deel van het keizerlijk paleis in Aken, alsook het kasteel van Lodewijk in Gondreville. In zijn brieven bekloeg Frotharius zich erover dat hij zijn werk als bisschop niet meer kon uitvoeren. Toen koning Bernhard van Italië oorlog voerde tegen Lodewijk, eiste deze laatste in heel het Rijk troepen op. Alle bisschoppen en abten moesten meedoen. Frotharius stelde de levering van troepen uit. Toen Lodewijk andermaal troepen vroeg voor een campagne tegen de Saracenen in de Pyreneeën, gaf Frotharius toe. Frotharius trok als leider van de bisschoppelijke troepen naar het zuiden.
Frotharius nam aan verscheidene concilies deel, die in het Karolingische Rijk plaatsvonden. Hij hervormde de abdij van Saint-Evre, waar hij ooit nog abt was geweest. Hij bepaalde ook dat de abdij regelmatig goederen aan de bisschop moest leveren: eenmaal per jaar, tijdens het feest van Sint-Evre, moest de abdij runderen en paarden aan de bisschop schenken. De dieren moesten evenwel in de abdij blijven en daar worden verzorgd. Hij liet de toenmalige kathedraal van Toul, voorloper van de huidige kathedraal, verfraaien met muurschilderingen in felle kleuren.
Na zijn dood in 846 werd Frotharius begraven in de abdij van Saint-Evre.   De brieven die hij schreef, Epistolae, zijn tot op vandaag bewaard.
- Bibliothèque nationale de France: cb13522015c (data)
- Gemeinsame Normdatei: 102468486
- International Standard Name Identifier: 0000 0000 8004 5866
- Library of Congress Control Number: nb99027084
- Nationale Bibliotheek van Tsjechië: kup19980000029429
- Nationale Bibliotheek van Israël: 987007396113205171
- Nederlandse Thesaurus van Auteursnamen: 184792819
- Réseau des bibliothèques de Suisse occidentale: 02-A005492279
- Système universitaire de documentation: 050264834
- Virtual International Authority File: 79151512
- WorldCat: E39PCjKp49fmHgPgRY69Fw9JQm